# Doña Mencía
Doña Mencía település Spanyolországban, Córdoba tartományban. Doña Mencía Baena, Zuheros és Cabra községekkel határos. Lakosainak száma 4478 fő (2024).

## Népesség
A település népessége az elmúlt években az alábbi módon változott:
| Lakosok száma | 4927 | 5002 | 5001 | 5044 | 5010 | 4935 | 4789 | 4638 | 4603 | 4478 |
|               | 2001 | 2004 | 2006 | 2009 | 2011 | 2014 | 2016 | 2019 | 2021 | 2024 |